# Receptor epidermalnog faktora rasta
Receptor epidermalnog faktora rasta (EGFR; ErbB-1; HER1 kod ljudi) je receptor ćelijske površine članova familije epidermalnih faktora rasta (EGF-familija) ekstracelularnih proteina liganda.
Receptor epidermalnog faktora rasta je član ErbB familije receptora, subfamilije sa četiri blisko srodna receptora tirozinske kinaze: EGFR (ErbB-1), HER2/c-neu (ErbB-2), Her 3 (ErbB-3) i Her 4 (ErbB-4). Mutacije koje utiču na izražavanje ili aktivnost EGFR mogu da dovedu do kancera.
Epidermalni faktor rasta i njegov receptor je otkrio Stanli Kohen na Vanderbilt univerzitetu. Kohen je podelio Nobelovu nagradu za fiziologiju ili medicinu 1986. sa Ritom Levi-Montalcini za njihovo otkriće faktora rasta.

## Patologija

### Mutacije zametka
- V843I : Predispozicija za rak pluća[3]

## Interakcija
Poznato je da receptor epidermalnog faktora rasta formira interakcije sa:
- AR,[4][5]
- ARF4,[6]
- CAV1,[7]
- CAV3,[7]
- CBL,[8][9][10][11][12]
- CBLB,[9][13]
- CBLC,[14][15]
- CDC25A,[16]
- CRK,[13][17]
- CTNNB1,[18][19][20]
- DCN,[21][22]
- EGF,[23][24]
- GRB14,[25]
- Grb2,[13][23][25][26][27][28][29][30][31][32]
- JAK2,[33]
- MUC1,[34][35]
- NCK1,[26][36][37]
- NCK2[26][38][39]
- PKC alpha,[40]
- PLCG1,[8][41]
- PLSCR1,[42]
- PTPN1,[43][44]
- PTPN11,[13][45]
- PTPN6,[45][46]
- PTPRK,[47]
- SH2D3A,[48]
- SH3KBP1,[49][50]
- SHC1,[13][51]
- SOS1,[31][52][53]
- Src,[33][54][55]
- STAT1,[33][56]
- STAT3,[33][57]
- STAT5A,[13][33]
- UBC,[10][11][58] i
- WAS.[59]

## Literatura
- Carpenter G (1987). „Receptors for epidermal growth factor and other polypeptide mitogens”. Annual Review of Biochemistry. 56 (1): 881—914. PMID 3039909. doi:10.1146/annurev.bi.56.070187.004313.
- Boonstra J, Rijken P, Humbel B, Cremers F, Verkleij A, van Bergen en Henegouwen P (1995). „The epidermal growth factor”. Cell Biology International. 19 (5): 413—30. PMID 7640657. doi:10.1006/cbir.1995.1086.
- Carpenter G (2000). „The EGF receptor: a nexus for trafficking and signaling”. BioEssays. 22 (8): 697—707. PMID 10918300. doi:10.1002/1521-1878(200008)22:8<697::AID-BIES3>3.0.CO;2-1.
- Filardo EJ (2002). „Epidermal growth factor receptor (EGFR) transactivation by estrogen via the G-protein-coupled receptor, GPR30: a novel signaling pathway with potential significance for breast cancer”. The Journal of Steroid Biochemistry and Molecular Biology. 80 (2): 231—8. PMID 11897506. doi:10.1016/S0960-0760(01)00190-X.
- Tiganis T (2002). „Protein tyrosine phosphatases: dephosphorylating the epidermal growth factor receptor”. IUBMB Life. 53 (1): 3—14. PMID 12018405. doi:10.1080/15216540210811.
- Di Fiore PP, Scita G (2002). „Eps8 in the midst of GTPases”. The International Journal of Biochemistry & Cell Biology. 34 (10): 1178—83. PMID 12127568. doi:10.1016/S1357-2725(02)00064-X.
- Benaim G, Villalobo A (2002). „Phosphorylation of calmodulin. Functional implications”. European Journal of Biochemistry / FEBS. 269 (15): 3619—31. PMID 12153558. doi:10.1046/j.1432-1033.2002.03038.x.
- Leu TH, Maa MC (2003). „Functional implication of the interaction between EGF receptor and c-Src”. Frontiers in Bioscience. 8 (1-3): s28—38. PMID 12456372. doi:10.2741/980.
- Anderson NL, Anderson NG (2002). „The human plasma proteome: history, character, and diagnostic prospects”. Molecular & Cellular Proteomics. 1 (11): 845—67. PMID 12488461. doi:10.1074/mcp.R200007-MCP200.
- Kari C, Chan TO, Rocha de Quadros M, Rodeck U (2003). „Targeting the epidermal growth factor receptor in cancer: apoptosis takes center stage”. Cancer Research. 63 (1): 1—5. PMID 12517767.
- Bonaccorsi L, Muratori M, Carloni V, Zecchi S, Formigli L, Forti G, Baldi E (2003). „Androgen receptor and prostate cancer invasion”. International Journal of Andrology. 26 (1): 21—5. PMID 12534934. doi:10.1046/j.1365-2605.2003.00375.x.
- Reiter J, Maihle NJ (2003). „Characterization and expression of novel 60-kDa and 110-kDa EGFR isoforms in human placenta”. Annals of the New York Academy of Sciences. 995 (1): 39—47. PMID 12814937. doi:10.1111/j.1749-6632.2003.tb03208.x.
- Adams TE, McKern NM, Ward CW (2004). „Signalling by the type 1 insulin-like growth factor receptor: interplay with the epidermal growth factor receptor”. Growth Factors. 22 (2): 89—95. PMID 15253384. doi:10.1080/08977190410001700998.
- Ferguson KM (2004). „Active and inactive conformations of the epidermal growth factor receptor”. Biochemical Society Transactions. 32 (Pt 5): 742—5. PMID 15494003. doi:10.1042/BST0320742.
- Chao C, Hellmich MR (2004). „Bi-directional signaling between gastrointestinal peptide hormone receptors and epidermal growth factor receptor”. Growth Factors. 22 (4): 261—8. PMID 15621729. doi:10.1080/08977190412331286900.
- Carlsson J, Ren ZP, Wester K, Sundberg AL, Heldin NE, Hesselager G, Persson M, Gedda L, Tolmachev V, Lundqvist H, Blomquist E, Nistér M (2006). „Planning for intracavitary anti-EGFR radionuclide therapy of gliomas. Literature review and data on EGFR expression”. Journal of Neuro-Oncology. 77 (1): 33—45. PMID 16200342. doi:10.1007/s11060-005-7410-z.
- Scartozzi M, Pierantoni C, Berardi R, Antognoli S, Bearzi I, Cascinu S (2006). „Epidermal growth factor receptor: a promising therapeutic target for colorectal cancer”. Analytical and Quantitative Cytology and Histology / the International Academy of Cytology [And] American Society of Cytology. 28 (2): 61—8. PMID 16637508.
- Prudkin L, Wistuba II (2006). „Epidermal growth factor receptor abnormalities in lung cancer. Pathogenetic and clinical implications”. Annals of Diagnostic Pathology. 10 (5): 306—15. PMID 16979526. doi:10.1016/j.anndiagpath.2006.06.011.
- Ahmed SM, Salgia R (2006). „Epidermal growth factor receptor mutations and susceptibility to targeted therapy in lung cancer”. Respirology. 11 (6): 687—92. PMID 17052295. doi:10.1111/j.1440-1843.2006.00887.x.
- Zhang X, Chang A (2007). „Somatic mutations of the epidermal growth factor receptor and non-small-cell lung cancer”. Journal of Medical Genetics. 44 (3): 166—72. PMC 2598028 . PMID 17158592. doi:10.1136/jmg.2006.046102.
- Cohenuram M, Saif MW (2007). „Epidermal growth factor receptor inhibition strategies in pancreatic cancer: past, present and the future”. Jop. 8 (1): 4—15. PMID 17228128.
- Mellinghoff IK, Cloughesy TF, Mischel PS (2007). „PTEN-mediated resistance to epidermal growth factor receptor kinase inhibitors”. Clinical Cancer Research. 13 (2 Pt 1): 378—81. PMID 17255257. doi:10.1158/1078-0432.CCR-06-1992.
- Nakamura JL (2007). „The epidermal growth factor receptor in malignant gliomas: pathogenesis and therapeutic implications”. Expert Opinion on Therapeutic Targets. 11 (4): 463—72. PMID 17373877. doi:10.1517/14728222.11.4.463.

## Spoljašnje veze
- Epidermal Growth Factor Receptor на 